# Irving Point
Der Irving Point ist eine Landspitze, die den östlichen Ausläufer von Visokoi Island im Archipel der Südlichen Sandwichinseln bildet.
Die Entdeckung und eine grobe Kartierung geht auf Teilnehmer der ersten russischen Antarktisexpedition (1819–1821) unter der Leitung von Fabian Gottlieb von Bellingshausen zurück. Wissenschaftler der britischen Discovery Investigations benannten sie im Zuge von Vermessungen im Jahr 1930 als Penguin Point nach der hier befindlichen Pinguinkolonie. Da eine Vielzahl weiterer Landspitzen bereits so benannt wurden, entschied sich das UK Antarctic Place-Names Committee im Jahr 1953 zu einer Umbenennung. Neuer Namensgeber ist Lieutenant Commander John James Cawdell Irving (1898–1967) von der Royal Navy, der als Besatzungsmitglied der  Discovery II im Jahr 1930 bei den Discovery Investigations Landkartenskizzen zu den Südlichen Sandwichinseln angefertigt hatte.